# Женская сборная Германии по футболу

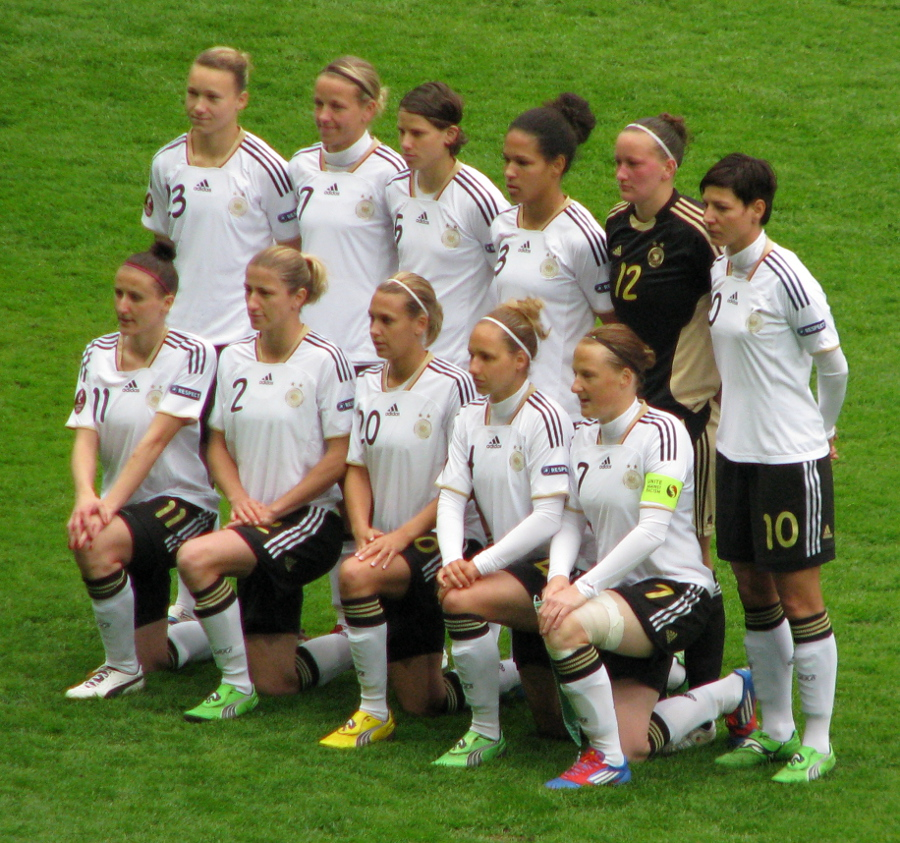
Сборная Германии в 2012 году

Женская сборная Германии по футболу представляет Германию в международных матчах по футболу. Двукратные чемпионки мира, восьмикратные чемпионки Европы, чемпионки Олимпийских игр, трёхкратные бронзовые призёры Олимпийских игр. Благодаря этим достижениям Германия является на данный момент уникальной страной, побеждавшей на чемпионатах мира для мужчин и для женщин. Капитаном сборной является Дженнифер Марожан. Лучшим игроком, бомбардиром и символом этой команды является Биргит Принц, которая выступала за сборную и была её капитаном с 1994 по 2011 годы.
По состоянию на 15 марта 2024 года сборная занимает 5-е место в рейтинге женских сборных ФИФА, а в рейтинге УЕФА — 2-е.

## История

### Ранние годы
К 1955 году в Германии существовали довольно много женских футбольных команд, и все они были любительскими. Парадоксально, но Немецкий футбольный союз издал в тот год распоряжение о расформировании женских команд, мотивировав это тем, что футбол не является женским видом спорта. Несмотря на этот запрет, количество клубов сократилось лишь незначительно, а с 1955 по 1970 годы прошли более 150 международных игр. Только 30 октября 1970 года Немецкий футбольный союз признал свою ошибку и отменил распоряжение, разрешив формировать женские команды. Это был первый шаг к созданию одной из лучших сборных всех времён.
К тому моменту многие страны создали женские сборные, но Германия долго не входила в число этих стран. В 1981 году представитель Немецкого футбольного союза Хорст Шмидт возглавил команду первого созыва, готовя её к специальному турниру, который можно было считать неофициальным чемпионатом мира. Официально сборной не существовало, поэтому в качестве основы были вызваны почти все игроки из действовавшего чемпиона Германии «Бергиш Гладбах 09». Это решение оказалось удачным, и немки одержали победу на турнире. Через год официально была создана женская сборная. Её первым тренером стал Геро Бизанц, инструктор из Кёльнского спортивного колледжа.

### 1982—1994: дебют и первые победы
В сентябре 1982 года Бизанц провёл два кратких курса подготовки, в ходе которых составил команду из 16 человек. 10 ноября 1982 года в Кобленце состоялась первая игра сборной Германии, соперником команды стала сборная Швейцарии (именно против неё проводила свой первый матч в истории и мужская сборная Германии). Счёт был открыт на 25-й минуте: первый, исторический гол сборной Германии забила Дорис Кресимон. Во второй половине дубль оформила 18-летняя Сильвия Нейд, доведя счёт до разгромного 5:1 (впоследствии она стала сначала помощником тренера, а затем и главным тренером сборной).
Развить успех, к сожалению, не удалось: на первый чемпионат Европы 1984 года немки не попали, заняв третье место в квалификационной группе и сведя вничью пять матчей при одном поражении. Впрочем, Бизанц стремился хотя бы поднять уровень футбола до уровня сборных Италии и стран Скандинавии, которые тогда считались сильнейшими в Европе. Бизанц сделал акцент на отработку основных футбольных финтов и приёмов, а также предложил программу развития молодёжного футбола. В 1985 году он начал активно привлекать молодёжь, но Германии снова не удалось попасть на чемпионат Европы 1987 года.
И всё-таки в 1989 году Германия впервые сыграла на чемпионате Европы, попав туда только за счёт того, что он проводился в Германии. Первой встречей сборной, которую транслировали по телевидению, стала игра против Италии. Исход игры решился в серии пенальти, где вратарь Марион Изберт отбила три удара и сама реализовала победный 11-метровый. 2 июля 1989 года состоялся финал против фаворита турнира, сборной Норвегии, и там грянула сенсация: на глазах 22 тысяч человек немки в пух и прах разбили норвежек со счётом 4:1. Голы забили Урсула Лон, Хайди Мор и Анжелика Ферманн. Победа стала первым крупным успехом сборной Германии на международном уровне  .
20 ноября 1990 года Немецкий футбольный союз ГДР вошёл официально в состав Немецкого футбольного союза ФРГ, что позволило объединённой Германии привлечь спортсменок из восточной части страны. Единственную встречу восточные немки сыграли в тот год лишь 9 мая 1990 года, проиграв сборной Чехословакии 0:3. Сама объединённая сборная снова прошла на чемпионат Европы 1991 года, полностью выиграв квалификационную группу. В полуфинале были побеждены итальянки 3:0, а в финале снова пали норвежки 3:1 (в дополнительное время победу принесли Хайди Мор и Сильвия Нейд).
В ноябре 1991 года сборная отправилась на чемпионат мира в Китай. Обыграв Нигерию, Тайвань и Италию и не пропустив ни единого мяча, немки вышли в плей-офф. Первый гол на чемпионатах мира забила всё та же Сильвия Нейд в ворота нигериек 17 ноября 1991 года. В четвертьфинале пала Дания в овертайме со счётом 2:1, но уже в полуфинале немки столкнулись со сборной США и потерпели поражение 2:5 (кстати, США и стали чемпионами мира). Разочарованные и обескураженные немки проиграли матч за третье место сборной Швеции со счётом 0:4 и стали четвёртыми.
Несмотря на то, что немки получили опыт игры на чемпионатах мира, на чемпионате Европы 1993 года они не защитили свой титул и снова стали четвёртыми, сначала уступив в полуфинале Италии по пенальти, а затем проиграв Дании 1:3 матч за 3-е место. Однако в то же время в их сборной засияли такие звёзды, как Штеффи Джонс, Марен Майнерт и Силке Роттенберг, которые составляли костяк всей сборной долгое время.

### 1995—2002: дебют на Олимпиадах и невезучесть на мундиалях

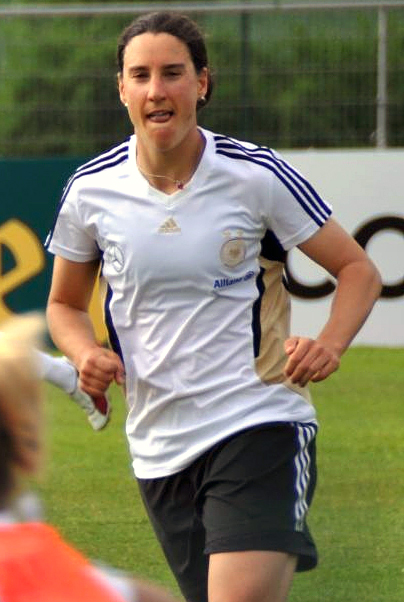
Биргит Принц впервые отличилась на международном уровне в 1995 году

Прогресс не стоял на месте, и сборная спешила не отставать от уровня развития женского футбола в мире, а также стремилась быть на шаг впереди. В 1995 году немки в третий раз завоевали титул сильнейшей команды Европы: в отборочном турнире бундестим забила 55 голов, в полуфинале турнира победила в двух матчах Англию с общим счётом 6:2. В финале она столкнулась со сборной Швеции, которая забила быстрый гол, но Германия всё-таки выиграла 3:2. Отличились в той встрече Марен Майнерт, Биргит Принц и Беттина Вигманн.
На чемпионате мира 1995 года немки сотворили новую сенсацию: хотя стартовую игру против сборной Швеции они проиграли, но в следующих двух матчах одолели японок и бразильянок. В четвертьфинале была пройдена Англия (3:0), в полуфинале пала сборная Китая (в конце встречи Беттина Вигманн забила единственный гол), а 18 июня 1995 года немки сыграли финал против норвежек. Несмотря на поражение 0:2 и только серебряные медали, сборная в целом выступила очень хорошо. До первого титула чемпионок мира оставалось всего 8 лет.
В 1996 году на Олимпийских играх в Атланте появился женский футбол, куда пригласили и сборную Германи. Беттина Вигманн забила первый гол на Олимпиаде в матче открытия против Японии (победа 3:2). Но развить успех немкам не удалось: неудача против Норвегии 2:3 и ничья с Бразилией 1:1 не позволили выйти в плей-офф с 4 очками в активе Геро Бизанц после Олимпиады подал в отставку, а его место заняла Тина Тойне, помощница главного тренера с 1983 года. Там же закончила карьеру Сильвия Нейд, став уже помощницей Тины Тойне.
Первой проверкой на прочность Тойне стал чемпионат Европы 1997 года. Германия стала второй в квалификационной группе, пропустив вперёд сборную Норвегии. В стыковых матчах немки разобрались со сборной Исландии и вышли в финальную часть. В финальной пульке немки сыграли вничью с Италией и Норвегией, и только победа над Данией пустила их в плей-офф. Там сборная преобразилась и в четвёртый раз взяла титул чемпионок Европы, обыграв Швецию в полуфинале со счётом 1:0 и Италию в финале со счётом 2:0. Голы в финале забивали Сандра Миннерт и Биргит Принц.
На чемпионат мира в США немки опять же пробились через стыковые матчи, обыграв сборную Украины. В финальной пульке немки играют вничью с Италией, громят Мексику 6:0 и разыгрывают ничью с Бразилией 3:3. В матче против «кудесниц мяча» немкам нужна была победа, чтобы не попасть на хозяев турнира в плей-офф, однако они успели сравнять счёт только на последней минуте. Матч против сборной США стал особенным: на стадионе «Джек Кент Кук» присутствовало 54642 человека, что является рекордным числом зрителей для сборной Германии. На матче присутствовал и президент США Билл Клинтон. Немки дважды вели в счёте, но в итоге умудрились проиграть 2:3 и покинуть турнир. Утешением стало лишь то, что немки уступили будущим чемпионкам мира.
Олимпийские игры 2000 года стали вторыми для сборной Германии: все три матча группового этапа против Австралии, Бразилии и Швеции немки выиграли. В полуфинале против Норвегии немки доминировали в течение всего матча, но не сумели открыть счёт, а за 10 минут до конца второго тайма Тина Вундерлих перечеркнула все надежды Германии на финал, забив в собственные ворота (норвежки в итоге выиграли Олимпиаду). Раздосадованные немки голами Биргит Принц и Ренаты Лингор в матче за третье место вырвали бронзовые медали, которые стали первыми для сборной объединённой Германии на Олимпиаде (ещё в 1988 году сборная ФРГ в Сеуле завоевала бронзу, выиграв у Италии).
В 2001 году Германия приняла чемпионат Европы по футболу. Выиграв у Швеции, России и Англии в группе, немки победили Норвегию в полуфинале 1:0 благодаря точному удару головой Сандры Смисек. 7 июля 2001 года в Ульме даже проливной дождь не помешал немкам в пятый раз выиграть чемпионат Европы. В овертайме золотой гол Клаудии Мюллер принёс Германии победу.

### 2003—2009: сборная-мечта

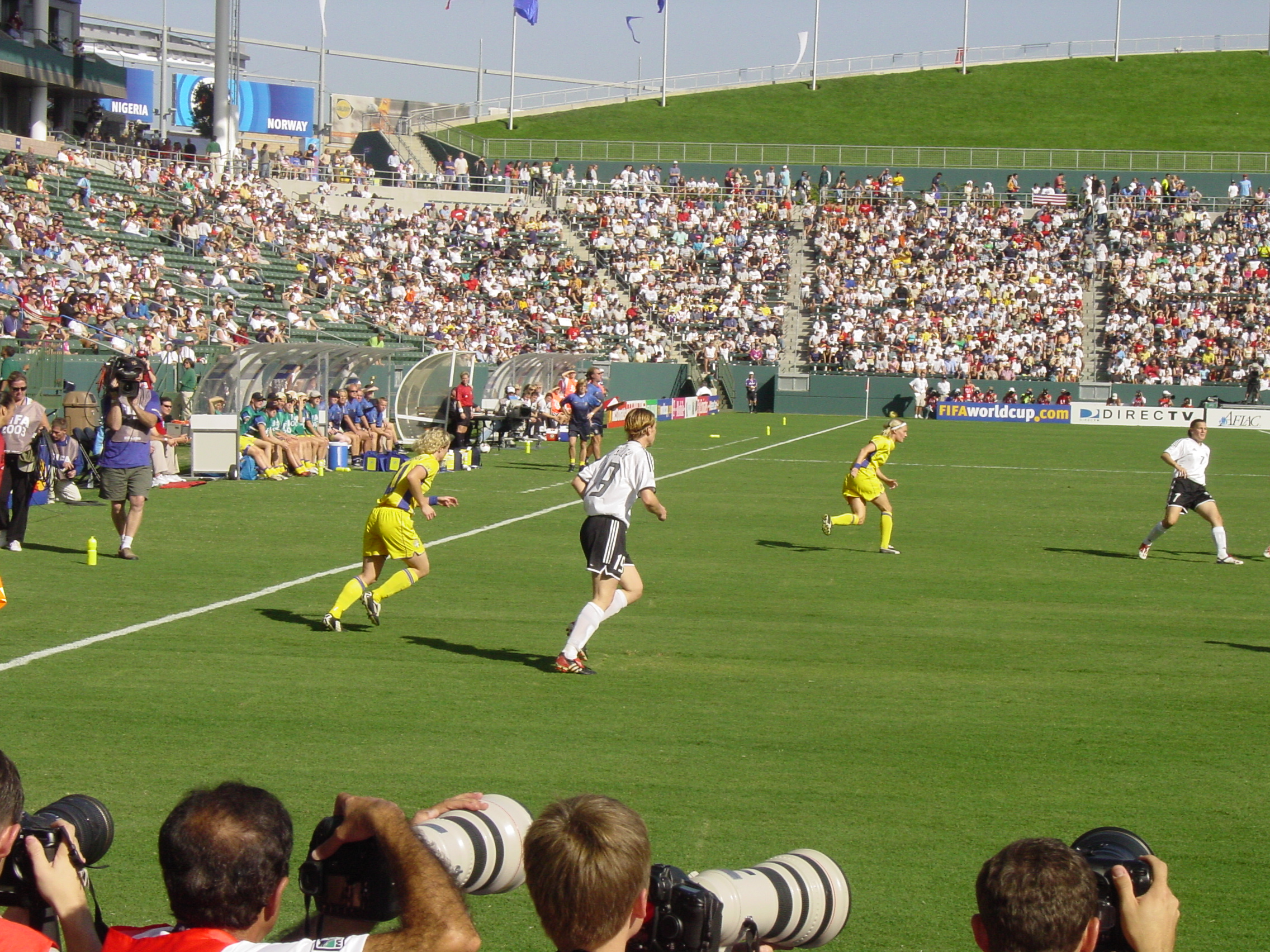
Финал чемпионата мира по футболу 2003 года Германия-Швеция

На чемпионате мира по футболу 2003 года в США сборная Германии сенсационно завоевала титул чемпионок мира, который стал для неё первым. В групповом этапе она справилась с командами Канады, Японии и Аргентины, в четвертьфинале разгромила сборную России 7:1, а в полуфинале расправилась и с хозяйками — сборной США. Уже на 15-й минуте Керстин Гарефрекес открыла счёт в матче, а на последних минутах игры Марен Майнерт и Биргит Принц сделали счёт разгромным 3:0. Силке Роттенберг, вратарь сборной Германии, оставила ворота сухими, совершив несколько важных сэйвов. В финале немки встретили сборную Швеции. По итогам основного времени была ничья 1:1 (от бундестим отличилась Марен Майнерт), в овертайме золотой гол головой забила Ниа Кюнцер. Биргит Принц получила призы лучшего бомбардира и лучшего игрока чемпионата. Победа вывела немок на Олимпиаду, где они в групповом этапе расправились с Китаем и Мексикой, в четвертьфинале победили Нигерию 2:1, но снова споткнулись в полуфинале, на этот раз 1:2 от сборной США. В матче за третье место против Швеции немки голом Ренаты Лингор гарантировали себе бронзовую медаль.
Чемпионат Европы 2005 года прошёл в Англии. Немки в очередной раз подтвердили звание сильнейшей команды Европы, выиграв в группе у Норвегии, Италии и Франции, одолев Финляндию в полуфинале 4:1 и Норвегию в финале 3:1. Эта встреча с Норвегией стала третьей в финале чемпионата Европы, голы забивали Инка Грингс, Рената Лингор и Биргит Принц. Тина Тойне покинула пост после очередной победы, предложив Сильвию Нейд как свою преемницу, которая в 2006 году выиграла Кубок Алгарве.

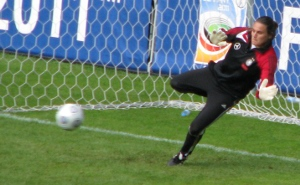
Надин Ангерер парирует 11-метровый удар в финале чемпионата мира 2007

Отобравшись в очередной раз на чемпионат мира 2007 года в Китае, немки начали защиту своего титула. В первом матче была деклассирована сборная Аргентины со счётом 11:0, во втором матче была зафиксирована нулевая ничья в матче с Англией, в третьем матче была побита сборная Японии со счётом 2:0. В четвертьфинале была пройдена КНДР (3:0), в полуфинале была побита Норвегия (забили Керстин Стегеманн и Мартина Мюллер, ещё один гол записан как автогол норвежек). В финале 30 сентября 2007 года в Шанхае немки сыграли с бразильянками: в матче вратарь Надин Ангерер отбила удар с 11-метровой отметки, который наносила Марта; свои голы немки забили во втором тайме усилиями Биргит Принц и Симоны Лаудер, выиграв 2:0. Немки установили мировой рекорд, не пропустив ни одного гола по ходу турнира. Лучшим бомбардиром стала снова Биргит Принц с 14 мячами.
На Олимпийских играх немки начали выступление с нулевой ничьи против Бразилии, побед над Нигерией и КНДР. В четвертьфинале была побита Швеция в овертайме со счётом 2:0, в полуфинале немки опять попали на Бразилию, и несмотря на быстрый гол на 10-й минуте, забитый Биргит Принц, снова проиграли — унизительный разгром 1:4 и только третье место после победы над Японией 2:0 (оба раза забила Фатмире Байрамай). На родине немок раскритиковали, назвав поражение в полуфинале настоящим позором, что признала сама сборная; досталось также и главному тренеру сборной Сильвии Нейд.
Чемпионат Европы 2009 года позволил немного реабилитироваться сборной: немки выиграли все 8 игр квалификации, забив 34 гола. В групповом этапе они смели Норвегию, Францию и Исландию, в четвертьфинале прошли Италию (2:1), в полуфинале победили Норвегию со счётом 3:1 при счёте 0:1 не в свою пользу, а в финале 10 сентября 2009 года в буквальном смысле раздавили сборную Англии со счётом 6:2, завоевав седьмой титул. Дубль оформили Биргит Принц и Инка Грингс, у Мелани Берингер и Ким Кулиг было по одному забитому мячу. Впервые лучшим бомбардиром стала Инка Грингс, а немки продлили победную серию на чемпионатах Европы до 19 встреч.

### 2009—н.в.: спад в сборной

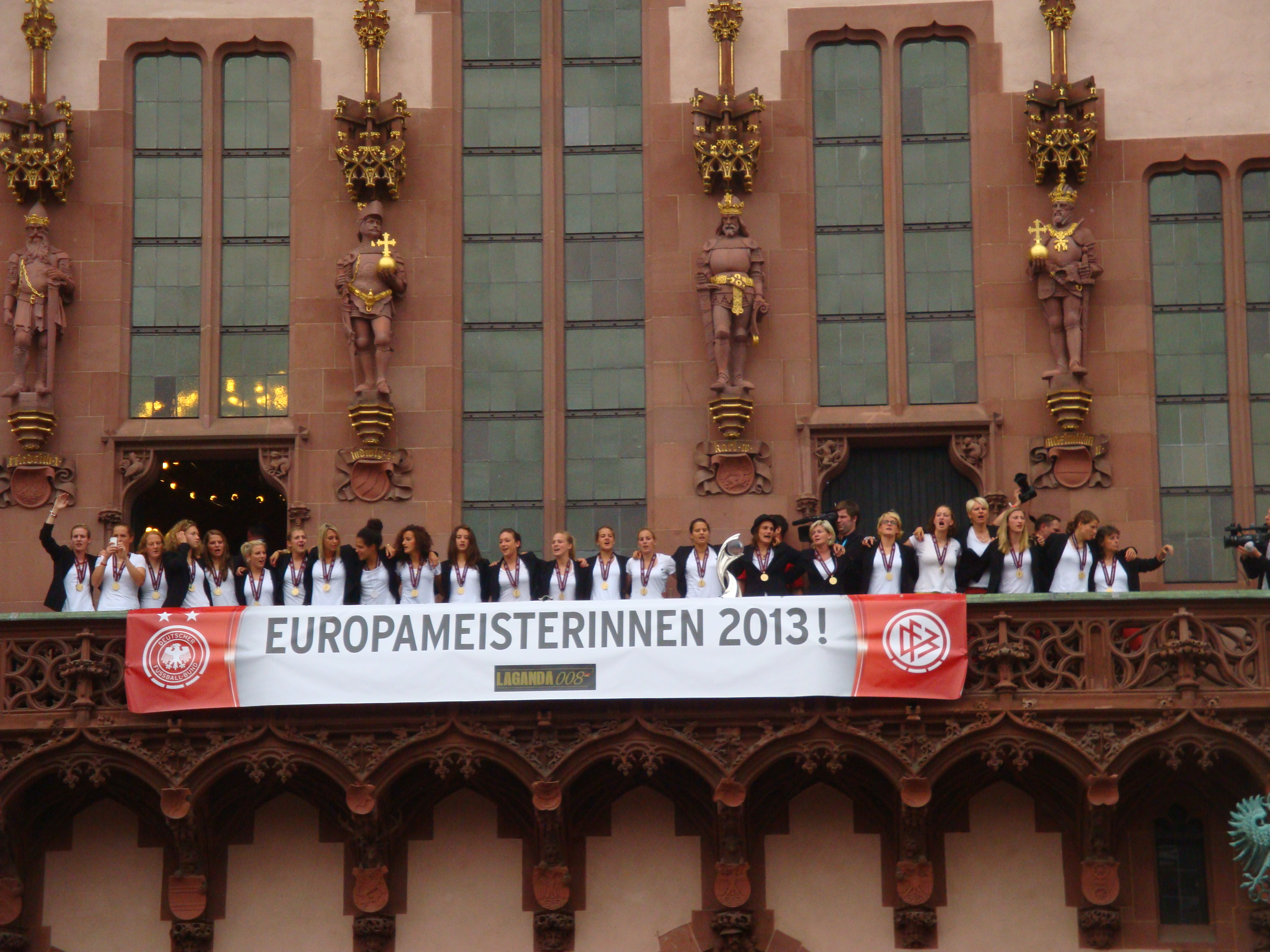
Немецкая сборная во Франкфурте после победы на чемпионате Европы 2013 года

Германия автоматически прошла на чемпионат мира 2011 года как хозяйка, вследствие чего вынуждена была играть много товарищеских встреч. Отсутствие официальных мачтей, которые могли бы принести большее число очков в рейтинг ФИФА, отрицательно сказалось на результате: хотя немки вышли из группы с Францией, оставив позади Канаду и Нигерию, в четвертьфинале они неожиданно проиграли 1:0 сборной Японии. Единственный гол в овертайме забила Карина Маруяма, прервавшая беспроигрышную 16-матчевую серию немок на чемпионате мира. Это привело к вылету сборной Германии из дальнейшей борьбы, и впервые сборная Германии не попала на Олимпиаду. На чемпионат Европы в Швеции Германия отобралась уверенно, лишь один раз сыграв вничью с Испанией (2:2) и обыграв своих конкуренток во всех встречах (апофеозом стала разгромная победа 19 ноября 2011 со счётом 17:0 над сборной Казахстана). В финальной части немецкая сборная показала посредственную игру, сыграв нулевую ничью с командой Нидерландов (для голландок это было единственное очко на турнире), обыграв Исландию 3:0 и внезапно проиграв Норвегии 1:0. Однако в плей-офф немки сумели с одинаковым счётом 1:0 обыграть всех своих противников, а в финале взяли реванш у Норвегии. Единственный гол на 49-й минуте забила Аня Миттаг. Вратарь Надин Ангерер в той же встрече дважды отбила удары с 11-метровой отметки. Завоёванное чемпионство для Германии стало восьмым в её истории и шестым подряд.

## Тренеры
За историю сборной Германии сменилось шесть тренеров, что неудивительно, поскольку сборная завоевала достаточно наград, а скандалов возникало не так много по сравнению с другими командами. В настоящий момент сборную возглавляет Мартина Фосс-Текленбург, у которой за плечами 125 игр и 27 голов за сборную. Тренера всегда назначает Немецкий футбольный союз.

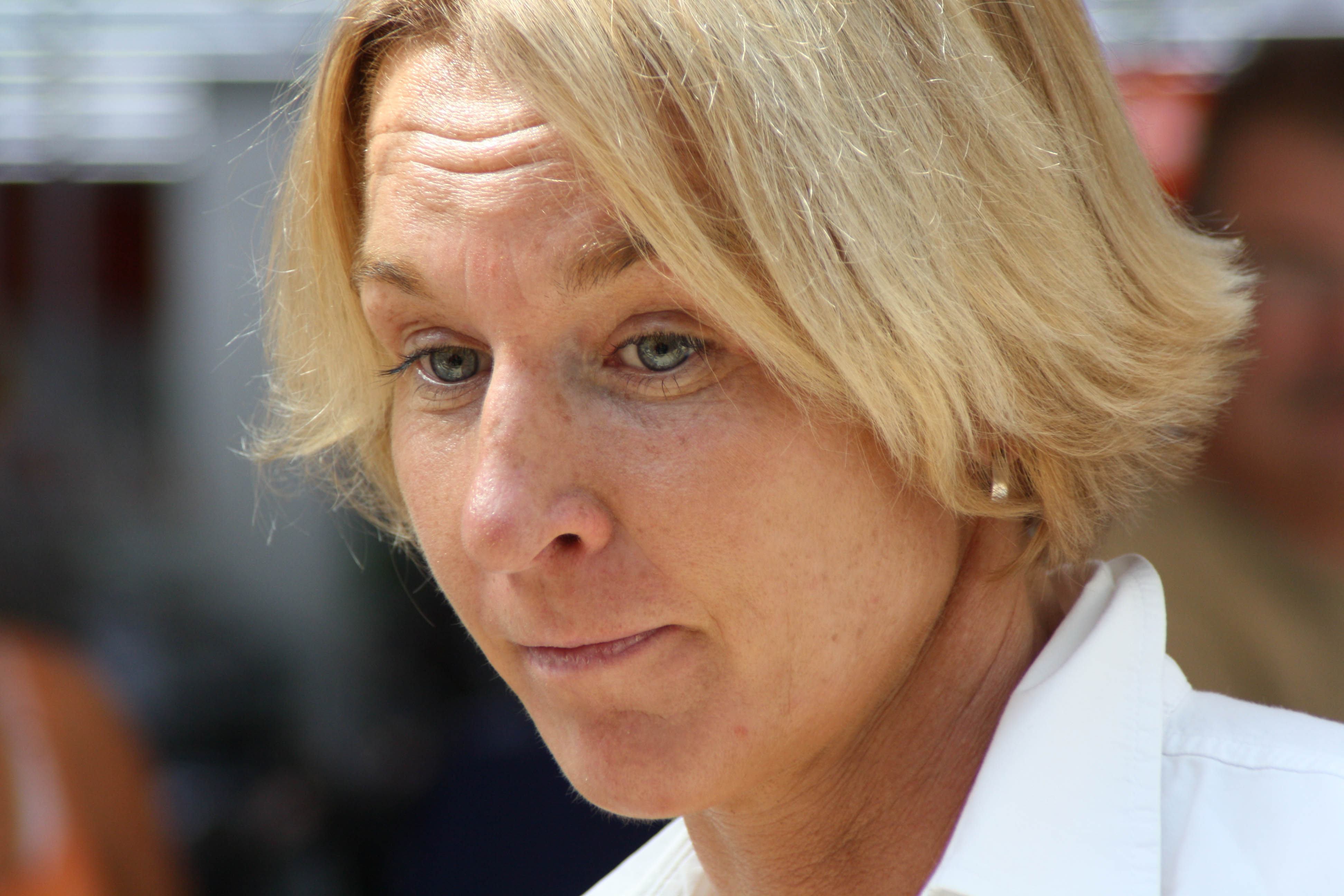
Мартина Фосс-Текленбург

- Геро Бизанц (нем. Gero Bisanz) — первый главный тренер. Команду возглавил в сентябре 1982 года[8], работая параллельно главным преподавателем в школе тренеров (работал до 2000 года)[6]. Руководил сборной на чемпионатах Европы 1989, 1991 и 1995 годов[40], а также на чемпионатах мира 1991 и 1995 годов[15], добившись побед на всех трёх чемпионатах Европы и серебряных медалей чемпионата мира 1995 года. Покинул команду после вылета с Олимпийских игр 1996[41]. Создал систему подготовки юных игроков в Германии[8].
- Тина Тойне (нем. Tina Theune) — второй главный тренер, помощница Геро Бизанца. Первая женщина, получившая лицензию футбольного тренера в Германии[17], руководила командой на чемпионатах Европы 1997, 2001 и 2005 годов[40]. Со сборной завоевала бронзу на Олимпиадах 2000 и 2004 годов[42], а также выиграла чемпионат мира 2003 года[24], став одним из самых успешных тренеров Германии[17]. Внесла свой вклад в программу развития молодёжного футбола, впервые пригласила игроков не старше 19 лет в сборную. Покинула пост после победы на Евро-2005[17].
- Сильвия Нейд (нем. Silvia Neid) — третий главный тренер. Руководя сборной до 19 лет, выиграла чемпионат Европы 2004 года[43]. Возглавила сборную в июле 2005 года, завоевав через год кубок Алгарве[28]. В 2007 году выиграла чемпионат мира и стала первым тренером, выигравшим первый же свой чемпионат мира[29]. На Олимпиаде 2008 сборная Германии взяла бронзу при Нейд, а в 2009 году выиграла в седьмой раз чемпионат Европы. Находилась у руля команды до 2016 года. Ассистентом Сильвии являлась Ульрике Балльвег[38].
- 30 марта 2015 года НФС объявил, что Штеффи Джонс (нем. Steffi Jones) (2016—2018) станет новым главным тренером сборной Германии в 2016 году[44].
- Хорст Хрубеш (нем. Horst Hrubesch) (2018) был исполняющим обязанности главного тренера в 2018 году[45].
- Мартина Фосс-Текленбург (нем. Martina Voss-Tecklenburg) (с 2019 года) стала новым главным тренером сборной Германии.

### Статистика
| Имя                     | Время работы | Игры | Победы | Ничьи | Поражения | Процент побед | Выигранные медали                                                                              |
| ----------------------- | ------------ | ---- | ------ | ----- | --------- | ------------- | ---------------------------------------------------------------------------------------------- |
| Геро Бизанц             | 1982–1996    | 127  | 83     | 17    | 27        | 65,35         | Серебряный призёр чемпионата мира 1995 Чемпион Европы 1989, 1991, 1995 годов                   |
| Тина Тойне              | 1996–2005    | 135  | 93     | 18    | 24        | 68,89         | Чемпион мира 2003 Чемпион Европы 1997, 2001, 2005 Бронзовый призёр Олимпийских игр 2000 и 2004 |
| Сильвия Нейд            | 2005–2016    | 169  | 125    | 22    | 22        | 73,96         | Чемпион мира 2007 Чемпион Европы 2009, 2013 Победитель Олимпийских игр 2016                    |
| Штеффи Джонс            | 2016–2018    | 22   | 13     | 4     | 5         | 59,09         |                                                                                                |
| Хорст Хрубеш и. о.      | 2018         | 8    | 7      | 1     | 0         | 87,50         |                                                                                                |
| Мартина Фосс-Текленбург | 2019—н. в.   | 38   | 29     | 3     | 6         | 76,32         |                                                                                                |
| Итого                   | Итого        | 498  | 349    | 65    | 84        | 70,08         |                                                                                                |

Статистика приведена на 12 апреля 2022.

## Стадионы
| Город              | Игры | Годы      |
| ------------------ | ---- | --------- |
| Оснабрюк           | 9    | 1989–2018 |
| Билефельд          | 5    | 1994–2022 |
| Ульм               | 5    | 2001–2005 |
| Висбаден           | 5    | 2011–2021 |
| Ахен               | 4    | 2000–2021 |
| Дуйсбург           | 4    | 1997–2015 |
| Эрфурт             | 4    | 2001–2018 |
| Эссен              | 4    | 2013–2021 |
| Франкфурт-на-Майне | 4    | 2003–2015 |

У женской сборной де-юре и де-факто нет основного стадиона: команда проводит свои домашние матчи на разнообразных аренах. По состоянию на апрель 2022 года немки сыграли хотя бы по одному матчу в 93 городах Германии, по количеству матчей в одном городе лидирует Оснабрюк с девятью матчами, на втором месте Ульм, Билефельд и Висбаден с пятью играми, третье место делят сразу семь городов. Первый матч на территории Восточной Германии был сыгран в Ауэ в мае 1991 года. В 1980-е и 1990-е годы матчи игрались в городах, где вообще не было футбольных команд.

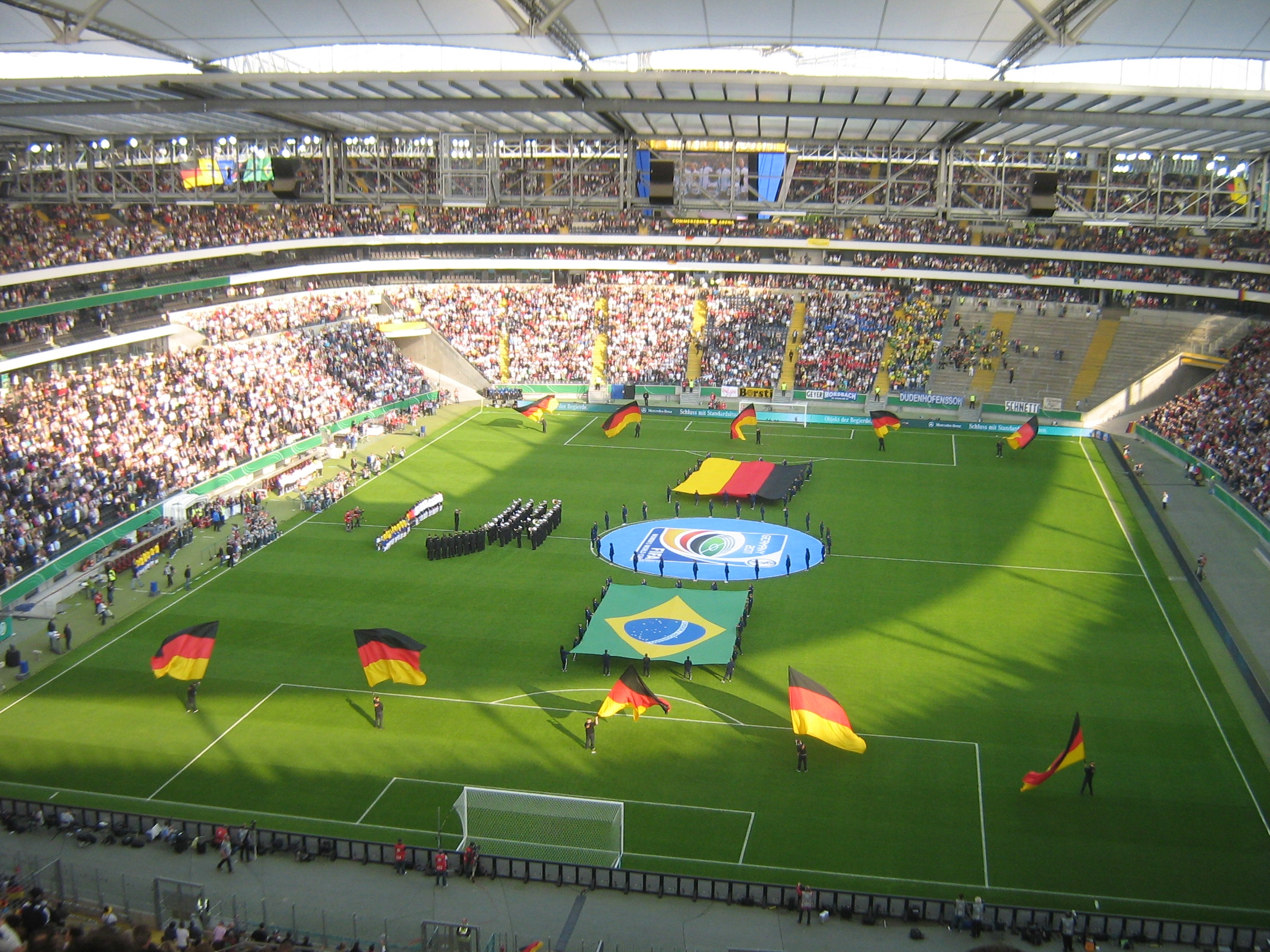
На матче Германия-Бразилия во Франкфурте-на-Майне присутствовало 44825 человек

После победы на чемпионате мира 2003 года число зрителей стало расти. Сегодня команда предпочитает играть на стадионах, вместимость которых составляет как минимум 10-25 тысяч человек. Рекордная посещаемость была установлена на домашнем чемпионате мира 2011 года, когда на матче открытия против Канады на «Олимпиаштадионе» в Берлине присутствовало сразу 73680 зрителей, и это является европейским рекордом. В мире же рекордная посещаемость была установлена в 1/4 финала чемпионата мира 1999 года в США, когда за матчем Германия-США наблюдали 54642 зрителя в Лэндовере на стадионе «Джек Кент Кук».
В 10 крупнейших городах Германии проходило только пять международных матчей: два во Франкфурте-на-Майне, два в Берлине и один в Гамбурге. В Бремене, Дортмунде, Дюссельдорфе, Кёльне, Мюнхене и Штутгарте женская сборная вообще не играла. Часто сборная Германии играет матчи на нейтральных полях: в Фару (Португалия, 10 игр) и Гуанчжоу (Китай, 6 игр). Пять матчей сыграны в португальской Альбуфейре, четыре в американском Миннеаполисе.

## Форма

Герб Германии всегда появляется на форме сборной Германии на Олимпиадах

Домашняя форма сборной Германии — традиционные белые футболки, чёрные трусы и белые гетры, как и в мужской сборной. Выездная форма — красные футболки, чёрные трусы и красные носки, которые появились в арсенале сборной Германии в 2006-2007 годах и присутствовали до 2009 года. В некоторых случаях сборная использует третий комплект — зелёные футболки, белые трусы и зелёные гетры — использовавшийся в 1950-е годы сборной Германии, вернувшийся в 2012 году.

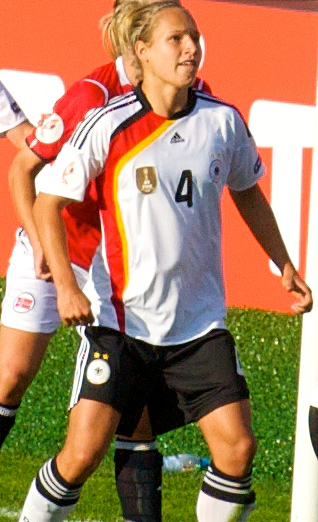
Бабетт Петер

На форме сборной изображается слегка видоизменённый логотип Немецкого футбольного союза, какой присутствует на форме мужской сборной: изначально его изображали с тремя звёздами, но в 2003 году оставили только одну звезду в знак мирового чемпионства, а в 2007 году поставили уже две звезды. С 2009 по 2011 годы на форме сборной отображались слова «FIFA Women's World Champions», показывавшие действовавших обладателей Кубка мира.

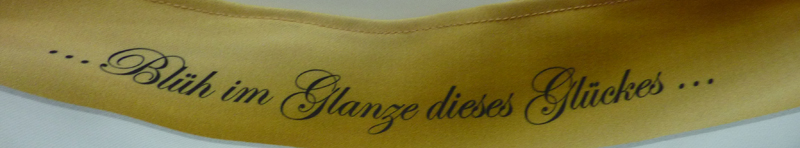
Предпоследняя строчка национального гимна на воротнике футболки

По правилам Международного олимпийского комитета сборной Германии запрещается отображать логотип Футбольного союза. Вследствие этого правила немки носят специальные футболки с немецким гербом. Спонсором команды, отвечающим за форму, является фирма Adidas, разработавшая особую форму для женщин, а основным спонсором команды является страховая компания Allianz.

## Популярность сборной
В течение XX века женский футбол в Германии нещадно критиковался, и руководство Немецкого футбольного союза, приглашая Геро Бизанца на должность тренера сборной, считало, что это навредит его репутации довольно серьёзно. Победа сборной на чемпионате Европы 1989 года была принята довольно сдержанно: каждой футболистке в подарок достался только чайный набор, что феминистки расценили как оскорбление, дискриминацию и неуважение к спортсменкам, добившимся подобного успеха. Подобные стереотипы о женском футболе как глупом виде спорта удалось разрушить за 20 лет, а президент президент Немецкого футбольного союза Тео Цванцигер функционерами стал считаться как один из покровителей женского футбола в Германии. Уже в 2003 году за победу на чемпионате мира каждая футболистка получила призовые в размере 15 тысяч евро, а спустя четыре года эта сумма выросла и до 50 тысяч за защиту титула. К 2009 году из 6,7 миллионов непосредственных членов Немецкого футбольного союза около миллиона составляли женщины.

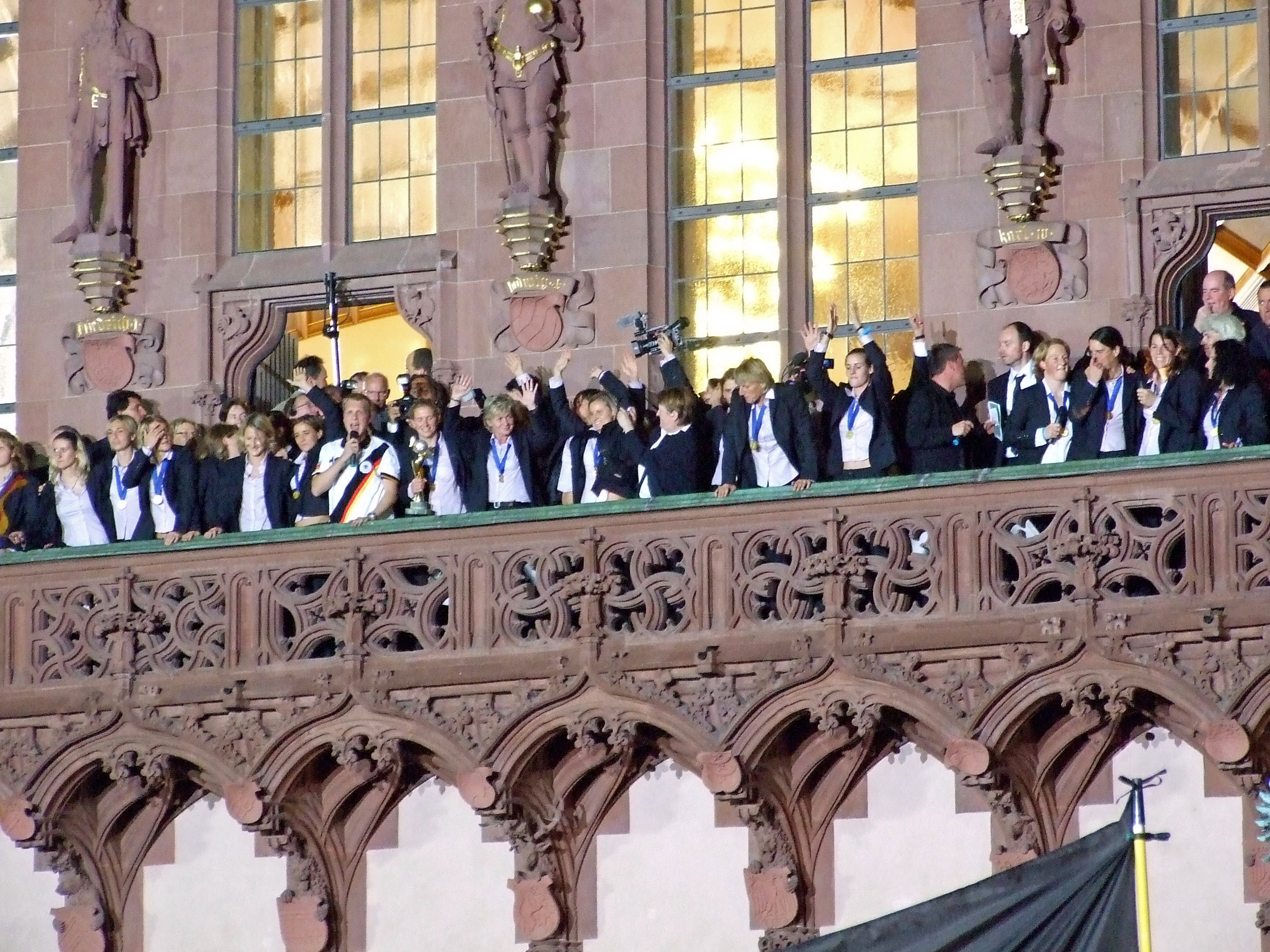
Женская сборная Германии во Франкфурте после победы на чемпионате мира 2007 года

За финалом чемпионата мира по футболу 2003 года во всей Германии наблюдали 10 миллионов 480 тысяч человек, что составило рейтинг в 33,2% на телевидении, а саму сборную торжественно встречали во Франкфурте около 10 тысяч человек. Чуть позднее в том же году эту команду назвали лучшей сборной года в Германии, а гол Нии Кюнцер признали лучшим голом года (впервые в истории эту награду выиграла женщина). С 2005 года немецкое телевидение транслирует в прямом эфире все без исключения матчи женской национальной сборной.
За финалом чемпионата мира по футболу 2007 года наблюдало уже 9 миллионов 50 тысяч человек, что составило рейтинг в 50,5%, а сборную на этот раз встречали 20 тысяч человек во Франкфурте. В декабре 2007 года каждую из новоиспечённых чемпионок мира наградили Серебряным Лавровым Листом — высшей спортивной наградой Германии, а тренер Сильвия Нейд была награждена Рыцарским крестом Ордена «За заслуги перед Федеративной Республикой Германия» лично президентом Хорстом Кёлером.
Среднее число зрителей, присутствовавших на матчах женской сборной, в 2009 году составило 22753 человека. О своём интересе к женскому футболу говорили 65% мужчин и 62% женщин, но большая часть из них говорили об интересе только к международным матчам. Хотя число следящих за женской Бундеслигой выросло в 2003 году в два раза, в сезоне 2007/2008 среднее число зрителей на матчах Женской Бундеслиги (887) составляло не более 3% от среднего числа зрителей на матчах мужской Бундеслиги (38,612).
В современной Германии женский футбол критикуется за невысокое качество по сравнению с играми мужских команд. Женская сборная несколько раз играла против мужских команд, одной из таких встреч стала встреча с резервистами «Штутгарта» в 2003 году накануне женского чемпионата мира, которую сборная проиграла 0:3. Сами футболистки иногда скептически относятся к своему виду спорта, поскольку, по словам Ренаты Лингор, «женский и мужской футбол — это небо и земля», а Симона Лаудер, Ариана Хингст и Мелани Берингер считают мужской футбол даже более скоростным и жёстким. Некоторые игроки, такие как Линда Бресоник, предпочитают смотреть именно матчи мужских команд.

## Состав сборной
Следующие игроки были включены в состав сборной на Чемпионат Европы по футболу среди женщин 2022.
| №              | Имя                     | Клуб                    | Дата рождения   | Возраст | Игр     | Голов   |
| Вратари        | Вратари                 | Вратари                 | Вратари         | Вратари | Вратари | Вратари |
| -------------- | ----------------------- | ----------------------- | --------------- | ------- | ------- | ------- |
| 1              | Фромс, Мерле            | Айнтрахт                | 28 января 1995  | 27      | 27      | 0       |
| 12             | Альмут Шульт            | Вольфсбург              | 9 февраля 1991  | 31      | 64      | 0       |
| 21             | Бергер, Анн-Катрин      | Челси                   | 9 октября 1990  | 31      | 3       | 0       |
| Защитники      |                         |                         |                 |         |         |         |
| 2              | Кляйнхерн, София        | Айнтрахт                | 12 апреля 2000  | 22      | 16      | 0       |
| 3              | Хендрих, Кэтрин         | Вольфсбург              | 6 апреля 1992   | 30      | 46      | 5       |
| 5              | Хегеринг, Марина        | Бавария                 | 17 апреля 1990  | 32      | 20      | 3       |
| 15             | Джулия Гвинн            | Бавария                 | 2 июля 1999     | 22      | 27      | 3       |
| 17             | Раух, Фелиситас         | Вольфсбург              | 30 апреля 1996  | 26      | 21      | 3       |
| 23             | Сара Доорзун            | Вольфсбург              | 17 ноября 1991  | 30      | 36      | 1       |
| Полузащитники  |                         |                         |                 |         |         |         |
| 4              | Латтвайн, Лена          | Вольфсбург              | 2 мая 2000      | 22      | 17      | 0       |
| 6              | Лена Обердорф           | Вольфсбург              | 19 декабря 2001 | 20      | 27      | 3       |
| 8              | Лоxманн, Сидней         | Бавария                 | 19 июня 2000    | 22      | 12      | 2       |
| 9              | Свенья Хут              | Вольфсбург              | 25 января 1991  | 31      | 66      | 13      |
| 13             | Сара Дебриц             | Пари Сен-Жермен         | 15 февраля 1995 | 27      | 86      | 17      |
| 16             | Даллманн, Линда         | Бавария                 | 2 сентября 1994 | 27      | 45      | 12      |
| 20             | Лина Магулль            | Бавария                 | 15 августа 1994 | 27      | 60      | 19      |
| 22             | Бранд, Юле              | Хоффенхайм              | 16 октября 2002 | 19      | 16      | 5       |
| Нападающие     |                         |                         |                 |         |         |         |
| 7              | Шуллер, Леа             | Бавария                 | 12 ноября 1997  | 24      | 39      | 25      |
| 10             | Фрейганг, Лаура         | Айнтрахт                | 1 февраля 1998  | 24      | 13      | 9       |
| 11             | Александра Попп         | Вольфсбург              | 6 апреля 1991   | 31      | 114     | 53      |
| 14             | Аньоми, Николь          | Эссен                   | 10 февраля 2000 | 22      | 8       | 0       |
| 18             | Вассмут, Табеа          | Вольфсбург              | 26 августа 1996 | 25      | 15      | 5       |
| 19             | Бюль, Клара             | Бавария                 | 7 декабря 2000  | 21      | 24      | 12      |
| Главный тренер |                         |                         |                 |         |         |         |
| Флаг Германии  | Мартина Фосс-Текленбург | Мартина Фосс-Текленбург | 22 декабря 1967 | 54      |         |         |

## История выступления на международных турнирах
Чемпион       Финалист       3-е место       4-е место или Полуфинал  

### Участие в чемпионатах мира
| 1991  | 4-е место         | 4                 | 6                 | 4                 | 0                 | 2                 | 13                | 10                | 3                 | ЕВРО-1991                     | ЕВРО-1991                     | ЕВРО-1991                     | ЕВРО-1991                     | ЕВРО-1991                     | ЕВРО-1991                     | ЕВРО-1991                     | Геро Бизанц             |
| 1995  | Финалист          |                   | 6                 | 4                 | 0                 | 2                 | 13                | 6                 | 7                 | ЕВРО-1995                     | ЕВРО-1995                     | ЕВРО-1995                     | ЕВРО-1995                     | ЕВРО-1995                     | ЕВРО-1995                     | ЕВРО-1995                     | Геро Бизанц             |
| 1999  | Четвертьфинал     | 8                 | 4                 | 1                 | 2                 | 1                 | 12                | 7                 | 5                 | 8                             | 5                             | 1                             | 2                             | 15                            | 6                             | 9                             | Тина Тойне              |
| 2003  | Чемпион           |                   | 6                 | 6                 | 0                 | 0                 | 25                | 4                 | 21                | 6                             | 6                             | 0                             | 0                             | 30                            | 1                             | 29                            | Тина Тойне              |
| 2007  | Чемпион           |                   | 6                 | 5                 | 1                 | 0                 | 21                | 0                 | 21                | 8                             | 8                             | 0                             | 0                             | 31                            | 3                             | 28                            | Сильвия Найд            |
| 2011  | Четвертьфинал     | 6                 | 4                 | 3                 | 0                 | 1                 | 7                 | 4                 | 3                 | Квалифицировалась как хозяйка | Квалифицировалась как хозяйка | Квалифицировалась как хозяйка | Квалифицировалась как хозяйка | Квалифицировалась как хозяйка | Квалифицировалась как хозяйка | Квалифицировалась как хозяйка | Сильвия Найд            |
| 2015  | 4-е место         | 4                 | 7                 | 3                 | 2                 | 2                 | 20                | 6                 | 14                | 10                            | 10                            | 0                             | 0                             | 62                            | 4                             | 58                            | Сильвия Найд            |
| 2019  | Четвертьфинал     | -                 | 5                 | 4                 | 0                 | 1                 | 10                | 2                 | 8                 | 8                             | 7                             | 0                             | 1                             | 38                            | 3                             | 35                            | Мартина Фосс-Текленбург |
| 2023  | Квалифицировались | Квалифицировались | Квалифицировались | Квалифицировались | Квалифицировались | Квалифицировались | Квалифицировались | Квалифицировались | Квалифицировались | 10                            | 9                             | 0                             | 1                             | 47                            | 5                             | 42                            | Мартина Фосс-Текленбург |
| Итого | 9/9               | x2                | 44                | 30                | 5                 | 9                 | 121               | 39                | 82                | 50                            | 45                            | 1                             | 4                             | 223                           | 22                            | 201                           |                         |

### Участие в чемпионатах Европы
| 1984  | Не прошла квалификацию | Не прошла квалификацию | Не прошла квалификацию | Не прошла квалификацию | Не прошла квалификацию | Не прошла квалификацию | Не прошла квалификацию | Не прошла квалификацию | Не прошла квалификацию | 6  | 0  | 5  | 1 | 6   | 7  | -1  | Геро Бизанц             |
| 1987  | Не прошла квалификацию | Не прошла квалификацию | Не прошла квалификацию | Не прошла квалификацию | Не прошла квалификацию | Не прошла квалификацию | Не прошла квалификацию | Не прошла квалификацию | Не прошла квалификацию | 6  | 2  | 1  | 3 | 5   | 7  | -2  | Геро Бизанц             |
| 1989  | Чемпион                |                        | 2                      | 1                      | 1                      | 0                      | 5                      | 2                      | 3                      | 8  | 5  | 3  | 0 | 21  | 1  | 20  | Геро Бизанц             |
| 1991  | Чемпион                |                        | 2                      | 2                      | 0                      | 0                      | 6                      | 1                      | 5                      | 8  | 7  | 1  | 0 | 24  | 2  | 22  | Геро Бизанц             |
| 1993  | 4-е место              | 4                      | 2                      | 0                      | 1                      | 1                      | 2                      | 4                      | -2                     | 3  | 2  | 1  | 0 | 10  | 0  | 10  | Геро Бизанц             |
| 1995  | Чемпион                |                        | 3                      | 3                      | 0                      | 0                      | 14                     | 4                      | 10                     | 8  | 8  | 0  | 0 | 60  | 0  | 60  | Геро Бизанц             |
| 1997  | Чемпион                |                        | 5                      | 3                      | 2                      | 0                      | 6                      | 1                      | 5                      | 8  | 6  | 1  | 1 | 22  | 3  | 19  | Тина Тойне              |
| 2001  | Чемпион                |                        | 5                      | 5                      | 0                      | 0                      | 13                     | 1                      | 12                     | 6  | 5  | 1  | 0 | 27  | 5  | 22  | Тина Тойне              |
| 2005  | Чемпион                |                        | 5                      | 5                      | 0                      | 0                      | 15                     | 2                      | 13                     | 8  | 8  | 0  | 0 | 50  | 2  | 48  | Тина Тойне              |
| 2009  | Чемпион                |                        | 6                      | 6                      | 0                      | 0                      | 21                     | 5                      | 16                     | 8  | 8  | 0  | 0 | 34  | 1  | 33  | Сильвия Найд            |
| 2013  | Чемпион                |                        | 6                      | 4                      | 1                      | 1                      | 6                      | 1                      | 5                      | 10 | 9  | 1  | 0 | 64  | 3  | 64  | Сильвия Найд            |
| 2017  | Четвертьфинал          | -                      | 4                      | 2                      | 1                      | 1                      | 5                      | 3                      | 2                      | 8  | 8  | 0  | 0 | 35  | 0  | 35  | Штеффи Джонс            |
| 2022  | Финалист               |                        | 6                      | 5                      | 0                      | 1                      | 14                     | 3                      | 11                     | 8  | 8  | 0  | 0 | 46  | 1  | 45  | Мартина Фосс-Текленбург |
| Итого | 11/13                  | x8                     | 46                     | 36                     | 6                      | 4                      | 107                    | 27                     | 80                     | 95 | 76 | 14 | 5 | 404 | 32 | 372 |                         |

### Участие в Олимпийских играх
| Финальные стадии | Финальные стадии       | Финальные стадии       | Финальные стадии       | Финальные стадии       | Финальные стадии       | Финальные стадии       | Финальные стадии       | Финальные стадии       | Финальные стадии       |                         | Тренеры |
| Год              | Результат              | #                      | М                      | В                      | Н*                     | П                      | МЗ                     | МП                     | РМ                     |                         | Тренеры |
| ---------------- | ---------------------- | ---------------------- | ---------------------- | ---------------------- | ---------------------- | ---------------------- | ---------------------- | ---------------------- | ---------------------- | ----------------------- | ------- |
| 1996             | Групповой этап         | 5                      | 3                      | 1                      | 1                      | 1                      | 6                      | 6                      | 0                      | Геро Бизанц             |         |
| 2000             | 3-е место              |                        | 5                      | 4                      | 0                      | 1                      | 8                      | 2                      | 6                      | Тина Тойне              |         |
| 2004             | 3-е место              |                        | 5                      | 4                      | 0                      | 1                      | 14                     | 3                      | 11                     | Тина Тойне              |         |
| 2008             | 3-е место              |                        | 6                      | 4                      | 1                      | 1                      | 7                      | 4                      | 3                      | Сильвия Найд            |         |
| 2012             | Не прошла квалификацию | Не прошла квалификацию | Не прошла квалификацию | Не прошла квалификацию | Не прошла квалификацию | Не прошла квалификацию | Не прошла квалификацию | Не прошла квалификацию | Не прошла квалификацию | Сильвия Найд            |         |
| 2016             | Чемпион                |                        | 6                      | 4                      | 1                      | 1                      | 14                     | 6                      | 8                      | Сильвия Найд            |         |
| 2020             | Не прошла квалификацию | Не прошла квалификацию | Не прошла квалификацию | Не прошла квалификацию | Не прошла квалификацию | Не прошла квалификацию | Не прошла квалификацию | Не прошла квалификацию | Не прошла квалификацию | Мартина Фосс-Текленбург |         |
| Итого            | 5/7                    |                        | 25                     | 17                     | 3                      | 5                      | 49                     | 21                     | 28                     |                         |         |

## Рекорды

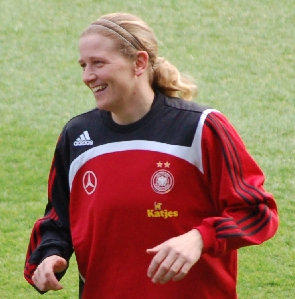
Керстин Штегеман по количеству игр находится на втором месте

### Игроки

#### Наибольшее количество игр
Бывший капитан сборной Германии Биргит Принц покинула сборную после чемпионата мира 2011 года, но вместе с тем она является рекордсменкой по количеству игр за сборную: с 1994 по 2011 годы она сыграла 214 матчей, а всего среди немецких футболистов насчитывается только 16 игроков, каждый из которых провёл более 100 матчей. На втором месте идёт Керстин Стегеманн, в активе которой 191 матч. Третьей является Ариана Хингст со 174 играми, а на пятом месте идёт Беттина Вигманн со 154 играми, капитан сборной на чемпионате мира 2003 года (Принц сумела побить рекорд Вигманн в ноябре 2006 года). Вигманн является единственной футболисткой — почётным капитаном сборной Германии. Самой молодой футболисткой со 100 и более матчами в активе является Керстин Гарефрекес.
| #  | Имя              | Годы выступлений | Игры | Голы | Голы в среднем за игру |
| -- | ---------------- | ---------------- | ---- | ---- | ---------------------- |
| 1  | Биргит Принц     | 1994–2011        | 214  | 128  | 0,60                   |
| 2  | Керстин Штегеман | 1995–2009        | 191  | 8    | 0,04                   |
| 3  | Ариане Хингст    | 1996–2011        | 174  | 10   | 0,06                   |
| 4  | Аня Миттаг       | 2004–2017        | 158  | 50   | 0,32                   |
| 5  | Беттина Вигманн  | 1989–2003        | 154  | 51   | 0,33                   |
| 6  | Ренате Лингор    | 1995–2008        | 149  | 35   | 0,23                   |
| 7  | Сандра Миннерт   | 1992–2007        | 147  | 16   | 0,11                   |
| 8  | Надин Ангерер    | 1996–2015        | 146  | 0    | —                      |
| 9  | Дорис Фитшен     | 1986–2001        | 144  | 16   | 0,11                   |
| 10 | Аннике Кран      | 2007–2016        | 137  | 5    | 0,04                   |

* Жирным цветом выделены игроки, которые ещё не завершили карьеру по состоянию на 12 апреля 2022 года.

#### Наибольшее количество голов
Биргит Принц также является лучшим бомбардиром сборной Германии: в июле 1994 года она забила первый гол в ворота сборной Канады, в итоге отличившись за карьеру 128 раз (в среднем 0,6 голов за игру). С 14 голами на чемпионате мира 2007 года она стала лучшим бомбардиром, а за свою карьеру трижды выигрывала «Золотой мяч». Хайди Мор идёт на втором месте с 83 голами в 104 встречах при чуть более высоком показателе результативности (0,8 голов в среднем за игру). По количеству голов, забитых в одном матче, лидерами являются Конни Полерс и Инка Грингс, которые оформили по пента-трику: первая отличилась в октябре 2001 года в матче против Португалии, а вторая оформила покер в феврале 2004 года в матче против всё той же Португалии. Тренер сборной Германии Сильвия Нейд (2005—2016) идёт на восьмом месте с 48 голами в 111 играх.
| #  | Имя                | Годы выступлений | Голы | Игры | Голы с пенальти | Голы в среднем за игру |
| -- | ------------------ | ---------------- | ---- | ---- | --------------- | ---------------------- |
| 1  | Биргит Принц       | 1994–2011        | 128  | 214  | 3               | 0,60                   |
| 2  | Хайди Мор          | 1986–1996        | 83   | 104  | 0               | 0,80                   |
| 3  | Инка Грингс        | 1996–2012        | 64   | 96   | 2               | 0,67                   |
| 4  | Селия Шашич        | 2005–2015        | 63   | 111  | 9               | 0,57                   |
| 5  | Александра Попп    | 2010–н. в.       | 53   | 113  | 0               | 0,47                   |
| 6  | Беттина Вигманн    | 1989–2003        | 51   | 154  | 14              | 0,33                   |
| 7  | Аня Миттаг         | 2004–2017        | 50   | 158  | 0               | 0,32                   |
| 8  | Сильвия Нейд       | 1982–1996        | 48   | 111  | 0               | 0,43                   |
| 9  | Керстин Гарефрекес | 2001–2011        | 43   | 130  | 0               | 0,33                   |
| 10 | Мартина Мюллер     | 2000–2012        | 37   | 101  | 0               | 0,37                   |

#### Рекорды вратарей
В рейтинге вратарей по количеству проведённых игр лидирует Сильке Роттенберг, которая провела 126 игр, причём в 67 из них она не пропустила ни одного мяча. Основной вратарь сборной Надин Ангерер провела 100 игр, в 60 из которых сохранила ворота в неприкосновенности. Беттина Вигманн является лидером по числу забитых голов с пенальти — у неё 14 голов с 11-метровой отметки, у Ренате Лингор 8 голов с пенальти. К слову, у сборной Германии только один игрок забил гол в собственные ворота за всю историю выступлений — этой неудачницей стала Тина Вундерлих, которая своим автоголом оставила сборную Германии без финала турнира Олимпийских игр 2000 года в матче против Норвегии (этот гол стал единственным и в матче).

### Матчи
Крупнейшей победой немецкой сборной является разгром со счётом 17:0 над сборной Казахстана в ноябре 2011 года. Самым крупным проигрышем является поражение от сборной США в марте 1996 года в товарищеском матче: американки забили в ворота немок тогда шесть безответных мячей. Сборная Германии является также обладательницей уникального достижения: победы на двух чемпионатах мира подряд, причём на чемпионате мира 2007 года они умудрились не пропустить ни одного мяча, а также одержать крупнейшую победу на чемпионатах мира над Аргентиной со счётом 11:0.